# Bhavana (actrice)
Pour la notion bouddhique, voir Bhavana.
 (février 2017).
Si vous disposez d'ouvrages ou d'articles de référence ou si vous connaissez des sites web de qualité traitant du thème abordé ici, merci de compléter l'article en donnant les références utiles à sa vérifiabilité et en les liant à la section « Notes et références ».
Bhavana
Karthika Menon (née le 6 juin 1986), plus connue sous son nom de scène Bhavana, est une actrice indienne qui travaille dans l’industrie du cinéma du sud de l’Inde. Elle fait ses débuts dans le film Nammal réalisé par Kamal Malayalam en 2002, qui lui a apporté plusieurs critiques ainsi que divers honneurs. Dans une carrière s'étendant sur plus d'une décennie, elle a joué dans plus de 75 films et remporté deux Awards de l'État du Kerala Film.